# Tầng ngậm nước
Một tầng ngậm nước (thường được gọi là tầng chứa nước) là một lớp nước dưới đất ở trong đá thấm nước hoặc các chất xốp (sỏi, cát, bùn, hoặc đất sét) từ đó nước ngầm có thể được hút lên qua giếng nước. Ngành khoa học nghiên cứu về dòng chảy trong các tầng ngậm nước và mô tả các đặc điểm của các tầng ngậm nước được gọi là địa chất thủy văn.

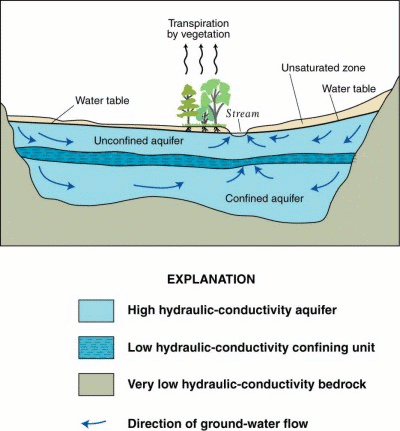
Mặt cắt ngang điển hình của tầng ngậm nước

## Phân loại
Biểu đồ này cho biết các hướng dòng chảy điển hình trong một mặt cắt ngang của một hệ thống tầng ngậm nước có áp/không áp đơn giản (hai tầng ngậm nước với một tầng cách nước giữa chúng, bao quanh bởi nền đá không thấm nước). Hệ thống này liên hệ với một dòng suối (điển hình trong các vùng ẩm ướt). Mực nước ngầm và đới không bão hòa cũng được minh họa.

### Bão hòa và không bão hòa
Nước ngầm có thể được tìm thấy bên dưới mặt đất nơi mà có địa hình thấp và không nhất thiết tầng chứa nước đó phải chứa nước ngọt. Vỏ Trái Đất có thể được chia thành 2 khu vực: đới bão hòa và đới không bão hòa. Đới bão hòa là đới mà trong lỗ rỗng của đất đá chứa lấp đầy nước; đới không bão hòa còn gọi là đới thông khí là đới mà một phần lỗ rỗng của đất đá vẫn còn chứa khí.
Bão hòa có nghĩa là áp suất cột nước lớn hơn áp suất khí quyển. Định nghĩa mực nước ngầm là bề mặt mà tại đó áp suất cột nước bằng với áp suất khí quyển. 
Các môi trường không bão hòa thường nằm trên mực nước ngầm nơi mà áp suất cột nước có giá trị âm (áp suất không có giá trị âm, nhưng máy đo áp suất có thể thể hiện giá trị âm) và nước không lấp đầy các lỗ hổng của tầng chứa nước trong trạng thái bị hút lên. Nước trong đới bão hòa được giữ tại chỗ bởi sức căng mặt ngoài và nó dâng lên cao hơn mực nước ngầm bằng các ống mao dẫn (các lỗ hổng của đất đá đóng vai trò là ống mao dẫn) làm bão hòa một phần nhỏ bên trên mặt của đới bão hòa, tại nơi này có áp suất nhỏ hơn áp suất khí quyển. Thuật ngữ sự bão hòa ở đây không giống với sự bão hòa nước cơ bản. Chiều cao cột nước trong các ống mao dẫn kiểu này sẽ giảm dần theo khoảng cách từ mực nước ngầm và nó phụ thuộc vào kích thước của lỗ hổng của đất. Cát có lỗ hổng lớn hơn sét nên chiều cao cột nước sẽ thấp hơn so với sét. Chiều cao cột nước phổ biến dâng lên trong đất sét thường thấp hơn 1.80 m (6 ft) nhưng khoảng dao động của nó có thể từ 0.3 đến 10 m (1–30 ft).
Nước dâng lên trong ống có đường kính nhỏ cũng trường hợp này về quá trình vật lý. Mực nước ngầm dâng cao trong ống có đường kính lớn (như giếng) khi chúng tiếp xúc với khí quyển và hạ thấp trong tầng chứa nước.

Xem: chứa nước và độ ẩm của đất

### Tầng chứa nước và tầng cách nước
Tầng chứa nước thường đặc trưng cho các vùng bão hòa nước bên dưới mặt đất là nguồn có thể cung cấp một lượng nước có khả năng sử dụng được cho một giếng nước hoặc sông/suối (ví dụ: cát và sạn hoặc đá gốc bị nứt nẻ là các môi trường có thể tạo thành các tầng chứa nước tốt). Tầng cách nước là đới mà trong đó nó hạn chế dòng chảy của nước dưới đất từ một tầng chứa nước tới một tầng chứa nước khác. Tầng cách nước nếu hoàn toàn không thấm thì được gọi là tầng chắn. Các tầng cách nước gồm các lớp sét hoặc các đá không có lỗ hổng và có độ dẫn nước thấp. Khả năng sử dụng là một thuật ngữ mang tính tương đối, ví dụ: một tầng chứa nước được cho là khá phù hợp để cấp nước sinh hoạt tại chỗ cho khu vực nông thôn nhưng nó sẽ được gọi là tầng nghèo nước khi cung cấp cho công nghiệp, khai khoáng, hoặc đô thị.
Ở các khu vực không có núi (hoặc các khu vực miền núi gần sông), các tầng chứa nước chính thường là bồi tích chưa gắn kết. Chúng thường bao gồm nhiều lớp trầm tích nằm ngang được hình thành bởi hoạt động của các con sông, khi nhìn trên mặt cắt dọc chúng bao gồm các lớp hạt mịn và hạt thô xen kẽ nhau. Các hạt thô thường được tìm thấy ở những nơi gần nguồn cung cấp (vùng trước núi hoặc sông) vì chúng cần năng lượng cao để di chuyển trong khi đó các hạt mịn sẽ lắng đọng cách xa nguồn cung cấp (những phần bằng phẳng của các bồn trũng hoặc vùng sau đê tự nhiên). Khi không có vật liệu hạt mịn lắng đọng gần nguồn, thì các tầng chứa nước ở đây là tầng không áp, hay có quan hệ thủy lực với bề mặt đất.

### Có áp và Không áp
Có 2 dạng tầng chứa nước là có áp và không áp. Các tầng chứa nước không áp đôi khi còn được gọi là các tầng chứa nước bão hòa hoặc tầng chứa nước có mực nước ngầm, là do giới hạn trên của nó là mực nước ngầm hoặc bề mặt bão hòa và thường được tìm thấy. Thông thường, tầng chứa nước gần bề mặt đất nhất là tầng không áp, vì nó không có lớp lớp không thấm ngăn cách với bề mặt đất. Các tầng chứa nước không áp nhận lượng nước bổ cấp trực tiếp từ trên mặt đất (nước mưa, tuyết tan) hoặc từ sông, suối, ao, hồ... vì chúng có quan hệ thủy lực với tầng chứa nước. Các tầng chứa nước có áp có mực nước ngầm nằm cao hơn ranh giới trên (tầng cách nước) của nó, và thường nằm bên dưới tầng chứa nước không áp. Tầng nước treo là thuật ngữ dùng để chỉ nước ngầm được hình thành bên trên một lớp có độ thấm thấp và thường dùng để chỉ các dạng nước ngầm với kích thước nhỏ nằm cao hơn tầng chứa nước phổ biến trong khu vực. Sự khác nhau giữa tầng chứa nước không áp và tầng nước treo là kích thước của chúng.
Nếu phân biệt giữa có áp và không áp thì rất khó về mặt địa chất (nếu không biết được các lớp có áp có tồn tại hay không hoặc điều kiện địa chất quá phức tạp hay tầng chứa nước khe nứt) thì giá trị độ chứa nước thu được từ thí nghiệm tầng chứa có thể được sử dụng để xác định kiểu tầng chứa nước (mặc dù các thí nghiệm tầng chứa trong các tầng không áp có thể được giải đoán một hoàn toàn khác so với tầng chứa nước có áp). Các tầng chứa nước có áp có giá trị chứa nước rất thấp (nhỏ hơn 0.01, cho đến 10−5), điều này cho thấy tầng chứa nước chứa nước theo cơ chế ma trận giãn nở cơ học và tính nén ép nước, cả hai thường chiếm lượng khác nhỏ. Các tầng chứa nước không áp có độ chứa nước lớn hơn (thường được gọi là dung trọng ướt (specific yield) 0.01 (chiếm 1% về thể tích); chúng giải phóng một lượng lớn nước theo cơ chế thoát nước từ lỗ hổng của tầng chứa, (tùy thuộc vào độ rỗng của vật liệu tầng chứa).

## Quan niệm sai
Có một số quan niện không đúng rằng nước ngầm tồn tại bên dưới các con sông (các hang động là nơi mà nước chảy tự do dưới lòng đất). Điều này chỉ đúng ở những nơi đá vôi bị bào mòn và được gọi địa hình karst, các khu vực này chỉ chiếm một tỷ lệ rất nhỏ trên bề mặt Trái Đất. Cũng có một số quan niệm rằng các lỗ hổng trong đá hoàn toàn bão hòa nước — giống như miếng xốp rửa chén trong nhà bếp — và được bơm để cung cấp cho công nghiệp, nông nghiệp hoặc dân dụng.
Bãi biển là một mô hình giúp hình dung một tầng chứa nước thực tế. Nếu đào một hố trong cát thì có rất nhiều cát ướt lắng đọng dưới đáy. Hố này có vai trò như một giếng chưa gia cố, cát ướt được xem như tầng chứa nước, và mực nước trong hố là mực nước ngầm.

## Sự phụ thuộc của con người vào nước ngầm
Hầu hết các vùng đất trên Trái Đất đều có một số dạng tầng chứa nước nằm bên dưới nó và ở những độ sâu khác nhau. Các tầng chứa nước ngọt mà nguồn bổ cấp từ nước khí quyển bị giới hạn, khi bị khai thác quá mức sẽ trở thành tầng chứa nước không uống được hoặc nước mặn xâm nhập, điều này còn tùy thuộc vào đặc điểm địa chất thủy văn tại đó có quan hệ thủy lực với các nguồn nước mặn. Đây là một vấn đề nghiêm trọng ở những nơi gần bờ biển khi mà lượng khai thác nước trong tầng chứa quá lớn.
Các tầng chứa nước đặc biệt quan trọng đối với sự định cư của con người và nông nghiệp. Các làng và cả các thành phố lớn đều lấy nước từ các giếng trong các tầng chứa nước.
Một số tầng chứa nước là "các tầng chứa nước ven sông" có quan hệ với sông, bồi tích, hoặc các trầm tích không gắn kết dọc theo bờ sông, và được bổ cấp nhanh chóng bởi nước mặt. Một số giếng dân dụng được thiết kế đặc biệt để tận dụng khả năng cung cấp nước mặt (từ sông) nhằm tránh các vấn đề về chất lượng nước mặt như (tràn hóa chất, tràn dầu, và các vấn đề liên quan đến sinh vật).
Các tầng chứa nước cung cấp nước ngọt ổn định cho các khu đô thị và cho nông nghiệp thường gần với mặt đất (khoảng vài trăm mét) và được bổ cấp bởi nước ngọt. Nguồn bổ cấp thường là từ sông hoặc nước khí quyển, chúng thấm và tầng chứa nước thông qua các vật liệu không bão hòa.

## Sự suy giảm
Trong các tầng chứa nước cấu tạo bởi vật liệu chưa gắn kết, nước ngầm chảy ra từ các lỗ hổng giữa các hạt như sạn, cát, bột, sét. Nếu tầng chứa nước được giới hạn bởi các lớp có độ thấm thấp, áp lực nước giảm trong môi trường cát và sạn sẽ làm cho nước thoát chậm ở gần các lớp biên. Nếu các lớp biên này được tạo thành bởi bột hoặc sét có khả năng nén thì việc mất nước từ tầng chứa nước làm giảm áp lực của nước lên các lớp biên, vì do lực nén ép của cột địa tầng nằm bên trên nó. Trong trường hợp này, sự nén ép có thể được quan sát từ sự hạ thấp bề mặt đất. Thực tế rằng, hầu hết sự sụp lún do khai thác nước ngầm là không thể phục hồi được và làm giảm khả năng chứa nước của tầng chứa.

## Ví dụ
Một ví dụ về tầng chứa nước cacbonat ổn định là Edwards Aquifer  ở trung tâm Texas. Tầng chứa nước này đã và đang cung cấp nước chất lượng cao cho hơn 2 triệu dân và ngày nay nó hoàn toàn đầy do được bổ cấp từ nhiều nguồn như sông, suối và hồ. Mối đe dọa đối với nguồn tài nguyên này là sự phát triển của con người trên khu vực bổ cấp.
Một trong số các tầng chứa nước lớn nhất thế giới là Guarani Aquifer, có diện tích 1.2 triệu km², phân bố từ miền trung Brasil đến bắc Argentina.
Sự suy giảm tầng chứa nước là một vấn đến ở một số nơi, đặc biệt là ở bắc Phi; ví dụ như dự án Great Manmade River của Libya. Tuy nhiên, các phương pháp mới để quản lý nước ngầm cũng được nghiên cứu và áp dụng như: bổ cấp nhân tạo và bơm nước mặt trong giai đoạn mùa ẩm ướt (mùa mưa) vào tầng chứa để kéo dài tuổi thọ của các tầng nước ngọt, đặc biệt là ở Mỹ.
Tầng chứa nước Ogallala miền trung Mỹ là một trong những tầng chứa nước lớn của thế giới, nhưng nó đang bị suy giảm vì nhu cầu cung cấp cho sinh hoạt và nông nghiệp tăng liên tục. Tầng chứa nước lớn này phân bố trải rộng qua 8 bang chứa nước hóa thạch từ kỷ băng hà cuối cùng. Lượng bổ cấp hàng năm được ước tính tổng cộng khoảng 10% lượng khai thác hàng năm.
Mahomet Aquifer cung cấp nước cho khoảng 800.000 người trung tâm Illinois và trữ lượng khoảng 4000 tỷ US gallon (15 km³) nước. Mahomet Aquifer Consortium  được thành lập năm 1998 để nghiên cứu tầng chứa nước với hy vọng đánh giá chắc chắn lượng cấp nước và là giảm sự xung đột về sử dụng nước.
Great Artesian Basin là một trong những tầng chứa nước lớn nhất thế giới. Nó đóng vai trò là một nguồn cung cấp nước lớn cho hầu hết các vùng của Nam Úc.